# Módena
Módena (Mòdna en dialecto modenés; Modena en italiano) es una ciudad italiana, capital de la provincia de Módena, en la región Emilia-Romaña. Cuenta con una población de 185 009 habitantes (ISTAT 2024). La catedral, la Torre Cívica («Ghirlandina») y la Piazza Grande de la ciudad están declaradas Patrimonio de la Humanidad por la Unesco.

## Geografía
Módena queda en la llanura padana, y está rodeada por dos ríos, el Secchia y el Panaro, ambos afluentes del Po. Su presencia está simbolizada por la fuente de los dos ríos, en el centro de la ciudad, obra de Giuseppe Graziosi. La ciudad está conectada con el Panaro a través del canal Naviglio.
La cordillera de los Apeninos comienzan a unos 10 kilómetros al sur de la ciudad.
El municipio está dividido en cuatro circoscrizioni. Son:
- Centro storico (centro histórico, San Cataldo)
- Crocetta (San Lazzaro-Módena oriental, Crocetta)
- Buon Pastore (Buon Pastore, Sant'Agnese, San Damaso)
- San Faustino (S. Faustino-Saliceta San Giuliano, Madonnina-Quattro Ville)

Según la clasificación climática de Köppen, Módena está normalmente clasificada como clima subtropical húmedo (Cfa). El verano es húmedo, caluroso y con poca lluvia y el invierno es frío y húmedo.

## Historia

### Periodo romano
Mutina (Μουτίνη, Μοτίνη o Μούτινα) era una ciudad al sur de la Galia Cisalpina, posiblemente de origen etrusco a los que les fue conquistada por los boios. Probablemente cayó en mano de los romanos en la guerra gala del 225 al 222 a. C. pues ya aparece como una posesión romana desde 218 a. C. Estaba situada entre Parma y Bolonia. En el siglo II a. C. la ciudad fue una colonia romana con el nombre de Mutina.
Los cónsules que fundaban la colonia de Placentia fueron atacados por los galos y tuvieron que refugiarse en Mutina. Polibio dice que fue una colonia romana pero no hay ninguna evidencia y Tito Livio no le da este rango en ese momento. Después de la derrota de los boios en el año 191 a. C. los romanos fundaron las colonias de Parma y Mutina en 183 a. C. (coloniae civium) con dos mil colonos cada una y cerca de la vía Emilia, construida en 187 a. C. En 171 a. C. fue atacada por los ligures que la asolaron para después ocupar la ciudad, pero fue recuperada por el cónsul Claudio, matando a más de ocho mil ligures. Durante mucho tiempo no se produjo ningún hecho relevante pero se sabe que adquirió prosperidad y fuerza con gran rapidez después de su reconstrucción. Con la muerte de Lucio Cornelio Sila, Lépido se rebela contra el senado romano, y Mutina fue una de las pocas ciudades que pudo ofrecer resistencia a Pompeyo.
Después de la muerte de César, Mutina fue asediada y se entregaron por la cercanía de las batallas de Mutina, celebradas por Suetonio en su Bellum Mutinense. Décimo Junio Bruto Albino estaba en Mutina con tres legiones así como muchas fuerzas auxiliares y fue asediado por Marco Antonio. El senado se declara en favor de Bruto y envía a los cónsules Hirtius y Pansa, y al joven Octavio, en ayuda de Bruto. Marco Antonio tenía el control de Bolonia, Parma y Regium, y sus fuerzas estaban delante de Mutina. Hirtius ocupa Claterna y Octavio Forum Cornelii (Imola). Después ocupan Bolonia, y se acercaron a Mutina pero no pudieron comunicarse con Bruto. Mientras Pansa y cuatro legiones avanzaba cuando fue atacado por Antonio en Forum Gallorum a unos 12 km de Mutina, en la vía de Bolonia. En la batalla, Pansa fue herido de muerte, pero la llegada por el flanco del cónsul Hirtius, que atacó a Antonio por sorpresa, provoca su completa derrota, y tuvo que retirarse del campo de batalla a Mutina. Unos días después una segunda batalla (27 de abril de 43 a. C.) bajo las murallas de la ciudad, causó la muerte de Hirtius pero las fuerzas de Antonio fueron otra vez derrotadas y tuvo que abandonar el sitio y se retiró hacia el oeste.
En este tiempo Cicerón se refiere a ella como «firmissima et splendissima populi Romani colonia». Mela dice que Bolonia, Patavium y Mutina eran las ciudades más opulentas de esta parte de Italia. Mutina tomó el partido de Otón el año 69 y los senadores de la ciudad restaron en Roma mientras Otón encontraba las fuerzas de Vitelio. En 312, Mutina fue capturada por Constantino I el Grande durante su guerra con Majencio. El 377 fueron establecidos en la ciudad los restos de la tribu de los  taifali, sometida por los romanos, por orden del emperador Graciano. Un indicativo de que la decadencia y la falta de población habían comenzado.

### Alta Edad Media
San Ambrosio describe poco después la ciudad, la de Regium, y otras en estado de ruina y decadencia y sus territorios desolados y sin cultivar. En 452 la región fue asolada por Atila. Pasó a los ostrogodos y después a los lombardos.
Bajo los reyes lombardos se convirtió en cabeza de un distrito de frontera con el Exarcado de Rávena. El emperador Flavio Tiberio Mauricio la ocupa en el 590, pero Agilulfo la vuelve a recuperar. Fue incluida en las posesiones de los francos en el siglo VIII y en el siglo IX forma un condado administrado por sus obispos y la segunda mitad de condes seculares con los que forma parte de Toscana.

### Baja Edad Media
En el siglo X se había convertido en una ciudad pequeña y pobre, los canales y ríos abandonados habían inundado la región y la mitad de la ciudad se encontraba en ruinas y el resto estaba anegado.
Entró dentro de la herencia de la famosa Matilde de Canossa hasta 1115 en el que lega estos dominios a la Iglesia católica que toma el poder de la ciudad, estableciéndose como en otras ciudades la comuna, y después el señorío. En 1312 pasó a Mantua y en 1327 fue incorporada a los dominios del papa.
El periodo comunal fue floreciente: Módena se enriqueció con monumentos de los más significativos del arte románico, formó parte de la Liga Lombarda y se fundó el Studio, que rivalizó con la Universidad de la cercana Bolonia.

### Señorío y Ducado
Héctor Pánico consiguió el poder en 1328 y dejó paso a los Pio (Guiu Pio y Manfred Pio) siendo los Este señores de Ferrara en 1336. El señor de Ferrara, de la casa de Este, recibe el título de duque de Módena en 1452. La ciudad fue ocupada, durante la guerra de la Liga de Cambrai, por las tropas papales en 1516 nombrándose a Francesco Guicciardini como gobernador. Siendo devuelta a Alfonso I de Este en 1527. En 1598, los Este pierden el control de Ferrara, que pasa al papa y mudan su corte a Módena.

### Periodo napoleónico
En 1796 la ciudad fue ocupada por los franceses y unida a la República Cispadana y a la República Cisalpina en 1797. A continuación pasó a formar parte de la República de Italia (1802) y al Reino napoleónico de Italia (1805).

### Incorporación a Italia

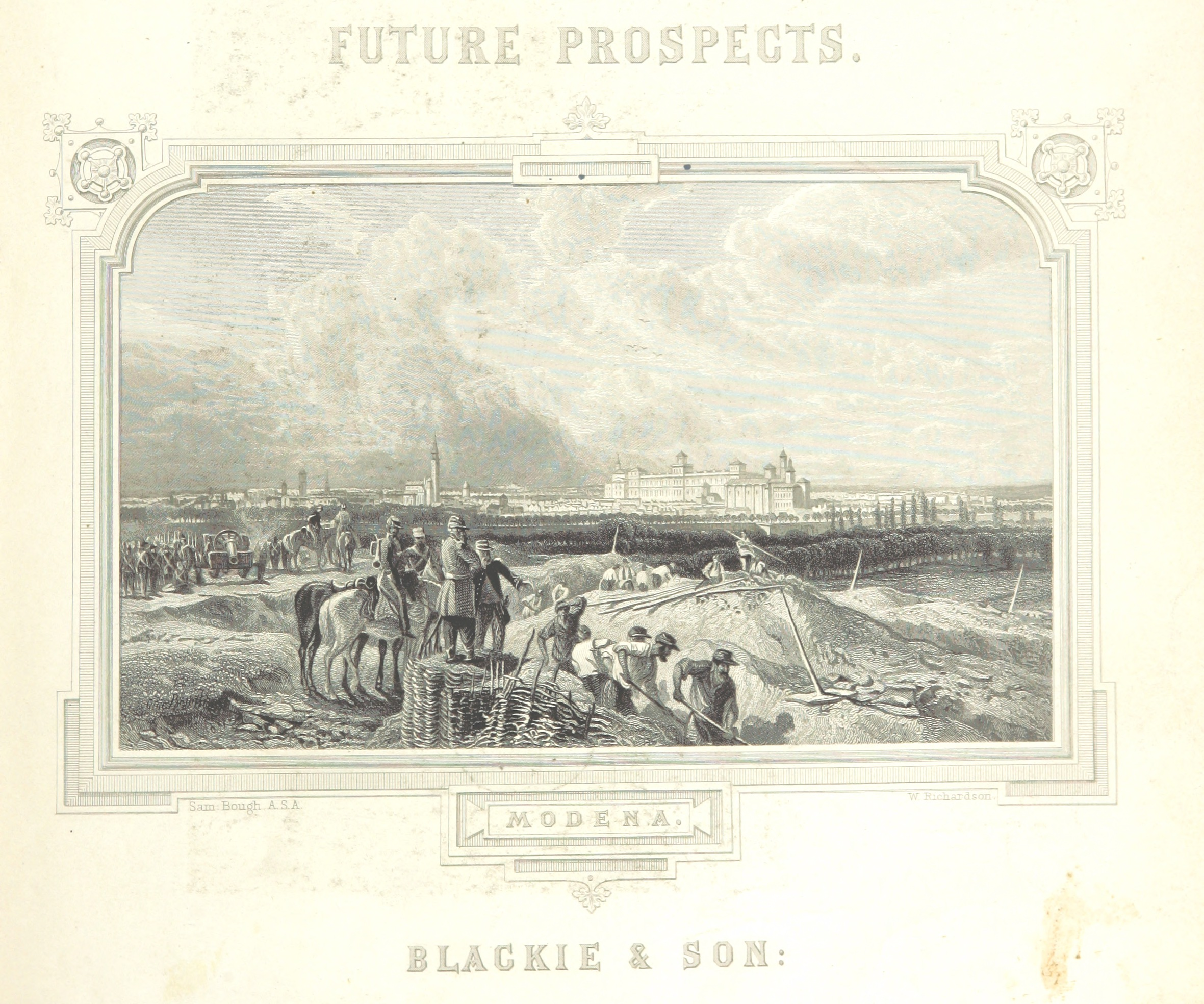
Módena a mediados del

El 8 de febrero de 1814 fue ocupada por los austríacos y en 1815 el Congreso de Viena cede la ciudad y el Ducado de Módena a Francisco IV, heredero de los Este. La ciudad estuvo bajo la posesión de la Casa de Habsburgo hasta la ocupación por las tropas piamontesas, después Reino de Italia en 1859.

### SigloXXI
En mayo de 2012 se produjeron varios terremotos en la zona, siendo particularmente intenso el que sacudió la ciudad y alrededores el 29 de mayo, causando al menos 16 muertos, 350 heridos y cuantiosos daños materiales.

## Demografía
| Gráfica de evolución demográfica de Módena entre 1861 y 2001 |
|                                                              |
| Fuente ISTAT - elaboración gráfica de Wikipedia              |

## Economía

### Sector automóvil
Módena es un importante centro industrial. La ciudad se ubica en el corazón de la «Motor Valley» que forma un conjunto de grupos industriales prestigios así como numerosos circuitos y museos. Las empresas Lamborghini, Pagani, Ferrari y Maserati tienen su sede dentro de un radio de 20 km alrededor de Módena.
- La sede de Lamborghini se sitúa en Sant’ Agata Bolognese, cerca de Bolonia.
- Pagani se encuentra en San Cesario sul Panaro, cerca de Módena.
- Ferrari está en Maranello, 18 km al sur de Módena.
- La firma de Maserati se sitúa en el centro de Módena.

La compañía De Tomaso también tuvo su sede en Módena.

### Enogastronomía

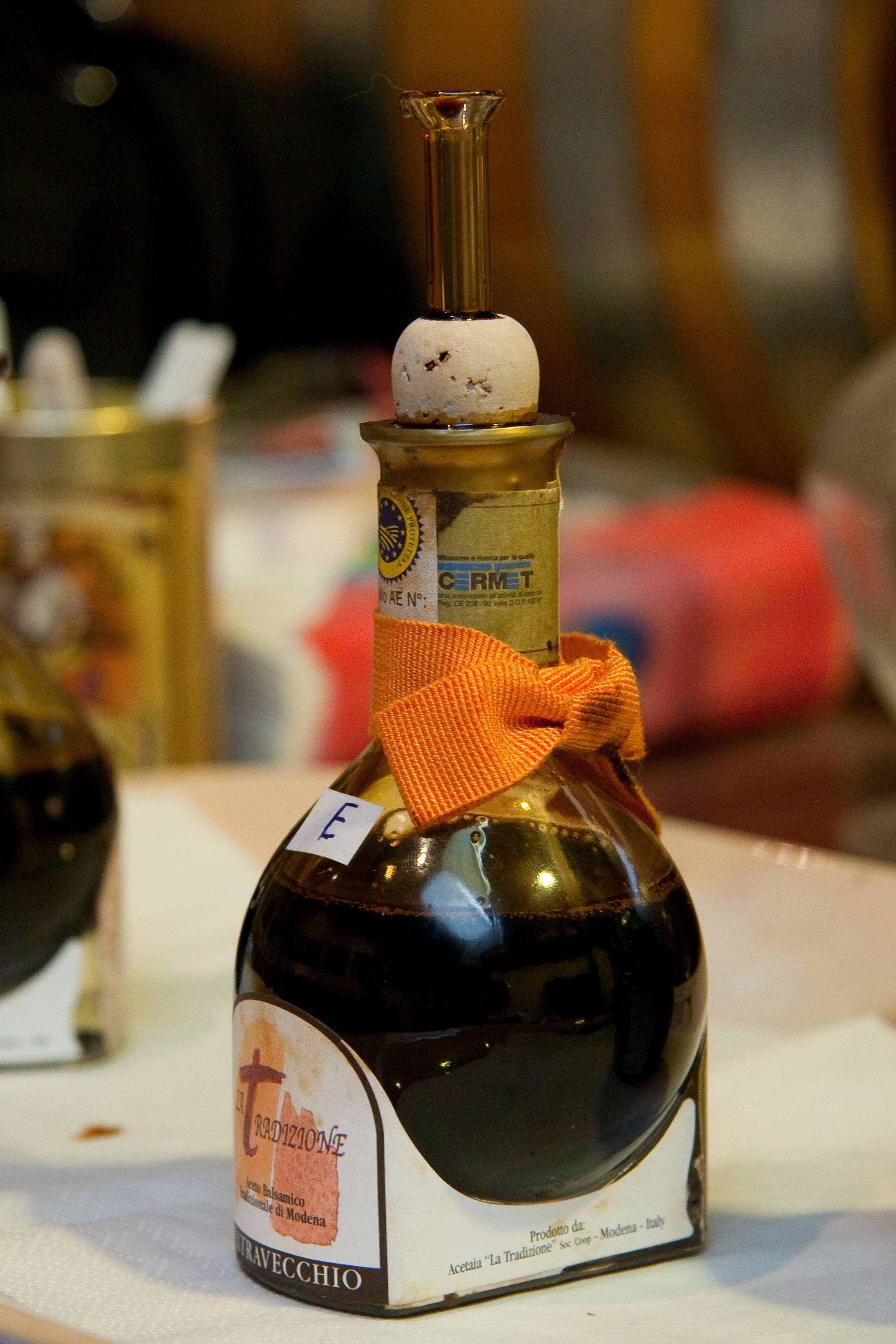
Botella de vinagre de Módena

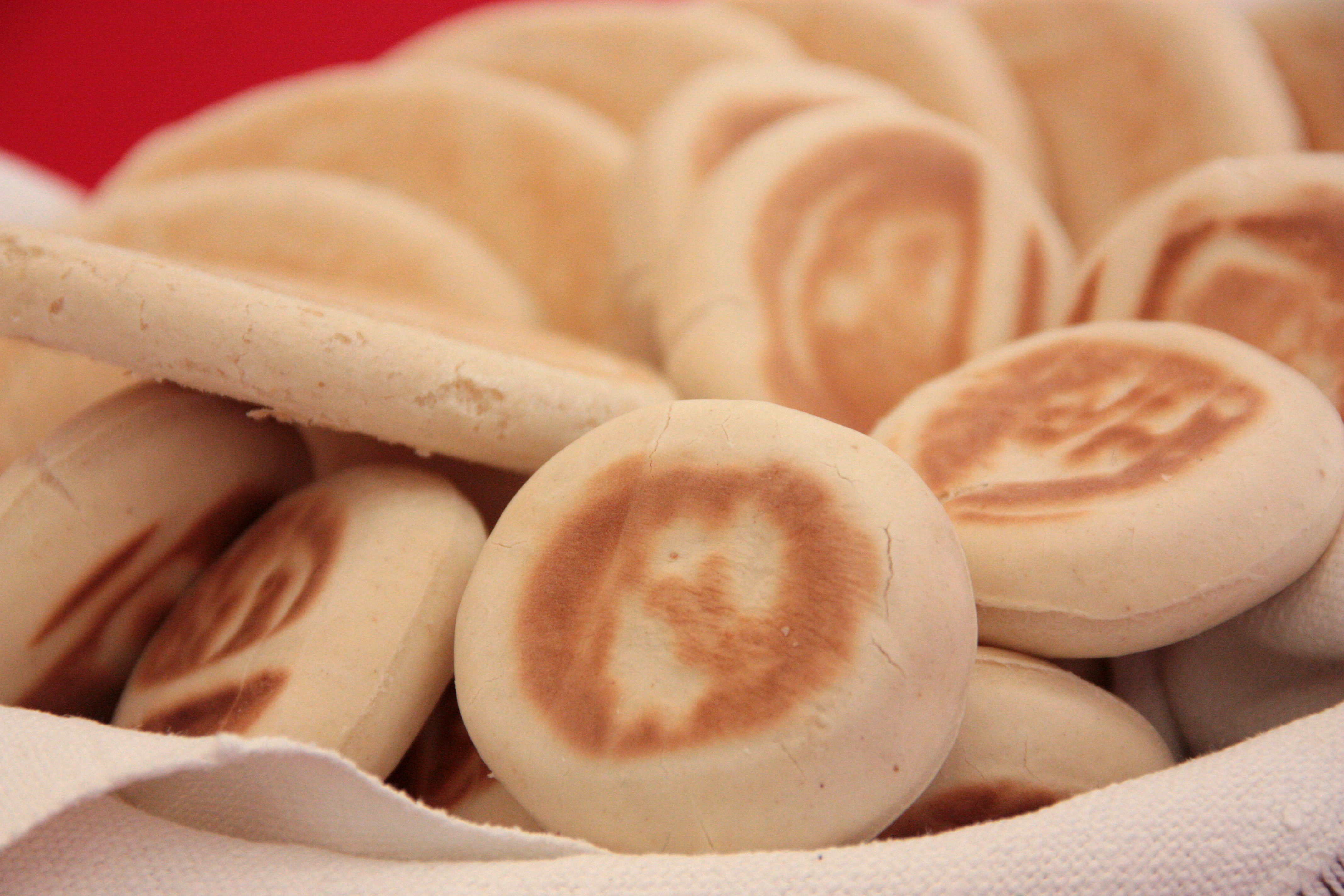
Tigelle de Módena

Ubicado en la llanura Padana, el territorio modenés dispone de importantes riquezas gustativas. Su producto líder es el vinagre balsámico producido en los dominios agrícolas en el entorno de Módena. La base de su elaboración son las uvas cosechadas en los viñedos de la provincia. El lambrusco, vino rosado burbujeante, tiene como origen las viñas cercanas de Módena y Reggio Emilia. Además, Módena es la tierra del queso parmigiano reggiano y del jamón de Módena.
Junto con Bolonia, Módena comparte el lugar de origen de la pasta tortellini. En el centro-ciudad es posible degustar las diferentes especialidades culinarias de los restaurantes tradicionales, y para los epicúreos, el restaurante del Chef Massimo Bottura, que cuenta con tres tenedores en la guía Michelin, además de haber obtenido el tercer puesto en «The World’s 50 Best Restaurants» del año 2013.

### Turismo
El sector del turismo en Módena está en desarrollo. Efectivamente, los turistas vienen para visitar los edificios del casco histórico y quieren degustar los productos típicos italianos. Es una región adecuada para los aficionados al motor. Además de los eventos populares como la Millemiglia y Modena terra di motori, algunos socios de clubes de autos prestigiosos se reúnen a menudo en Módena para encontrarse y compartir el placer de los coches. La ciudad de Módena acoge seminarios, ferias y congresos.

## Monumentos y patrimonio

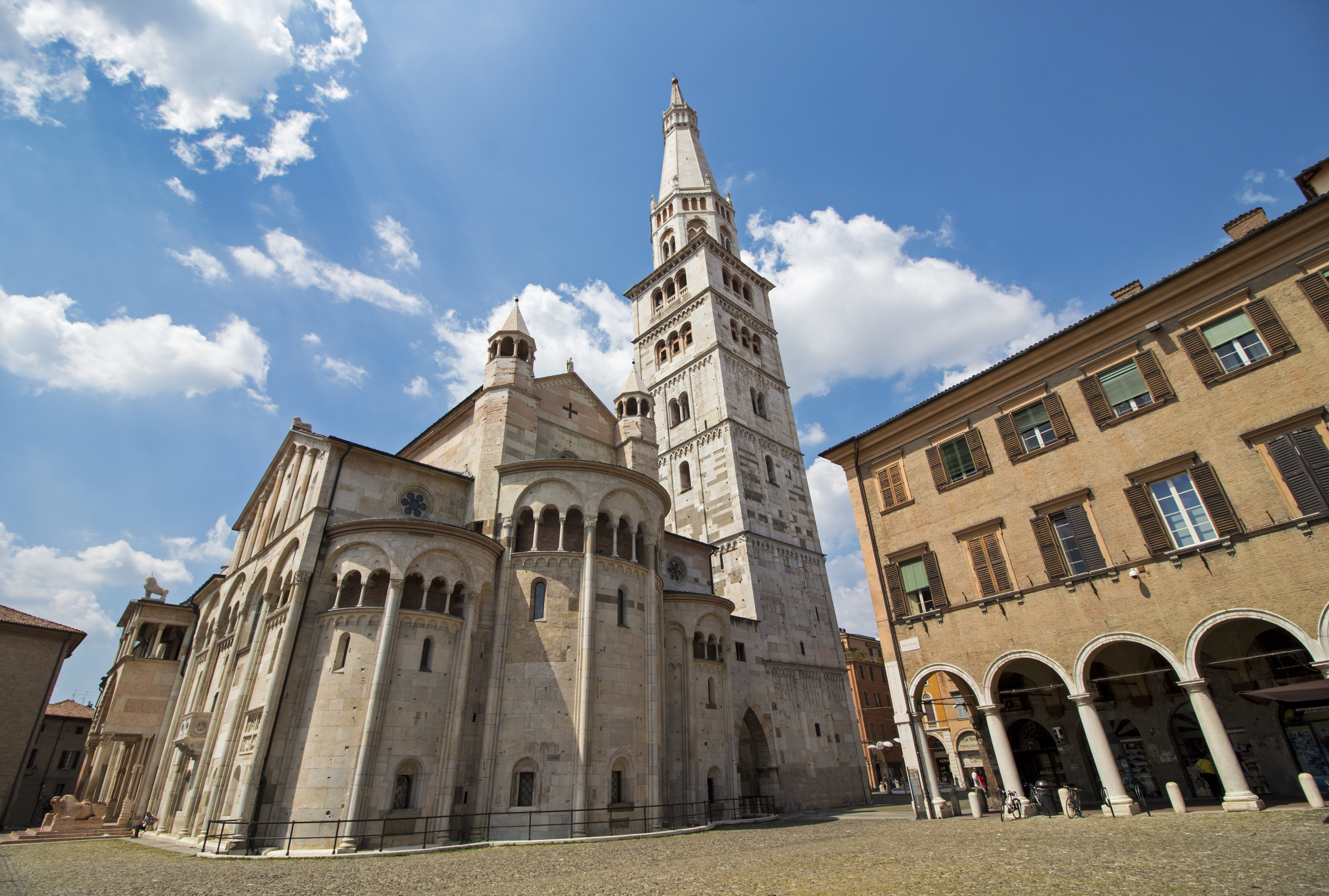
Catedral de Módena con la Torre Cívica o Ghirlandina. El conjunto formado por la «Catedral, Torre Cívica y Piazza Grande de Módena» está declarado Patrimonio de la Humanidad

- El Duomo de Módena, la Torre Ghirlandina y la Piazza Grande están incluidos desde 1997 dentro del Patrimonio mundial de la UNESCO. El arquitecto Lanfranco y el escultor Wiligelmo erigieron el Duomo en el siglo XII por San Geminiano, obispo de Módena y Santo Patrón de la ciudad. Entre 1179 y 1319 se construyó la torre Ghirlandina asociada con el Duomo. Su nombre de Ghirlandina -guirnalda- resulta de su forma y recuerda la torre Giralda de Sevilla.
- Durante más de dos siglos, la familia Este tenía como sede el Palazzo Ducale (palacio ducal). Hoy en día, este palacio recibe la Academia militar.
- El Palazzo Comunale –ayuntamiento– cuya la fachada está en la Piazza Grande abarca un conjunto de edificios más antiguos. Dentro del edificio se encuentra la Secchia rapita –el cubo raptado- uno de los símbolos de la ciudad. La estatua de la Bonissima, símbolo de bondad, está posada en la esquina exterior del Palazzo Comunale.
- Iglesias. Módena es una ciudad rica en iglesias, se cuentan más de quince en el casco histórico. También es importante nombrar a la iglesia de Santa María Pomposa, la iglesia del Voto o la iglesia de San Vicenzo. Existe también una sinagoga ubicada cerca del Palazzo Comunale.
- En el mercado Albinelli se reúnen cada día productores locales de vinagre balsámico, jamón curdo o queso, entre otros.
- El teatro municipal Luciano Pavarotti tiene un aforo de más de 900 personas.
- En el parque Novi Sad destacan vestigios de la época romana.

## Museos

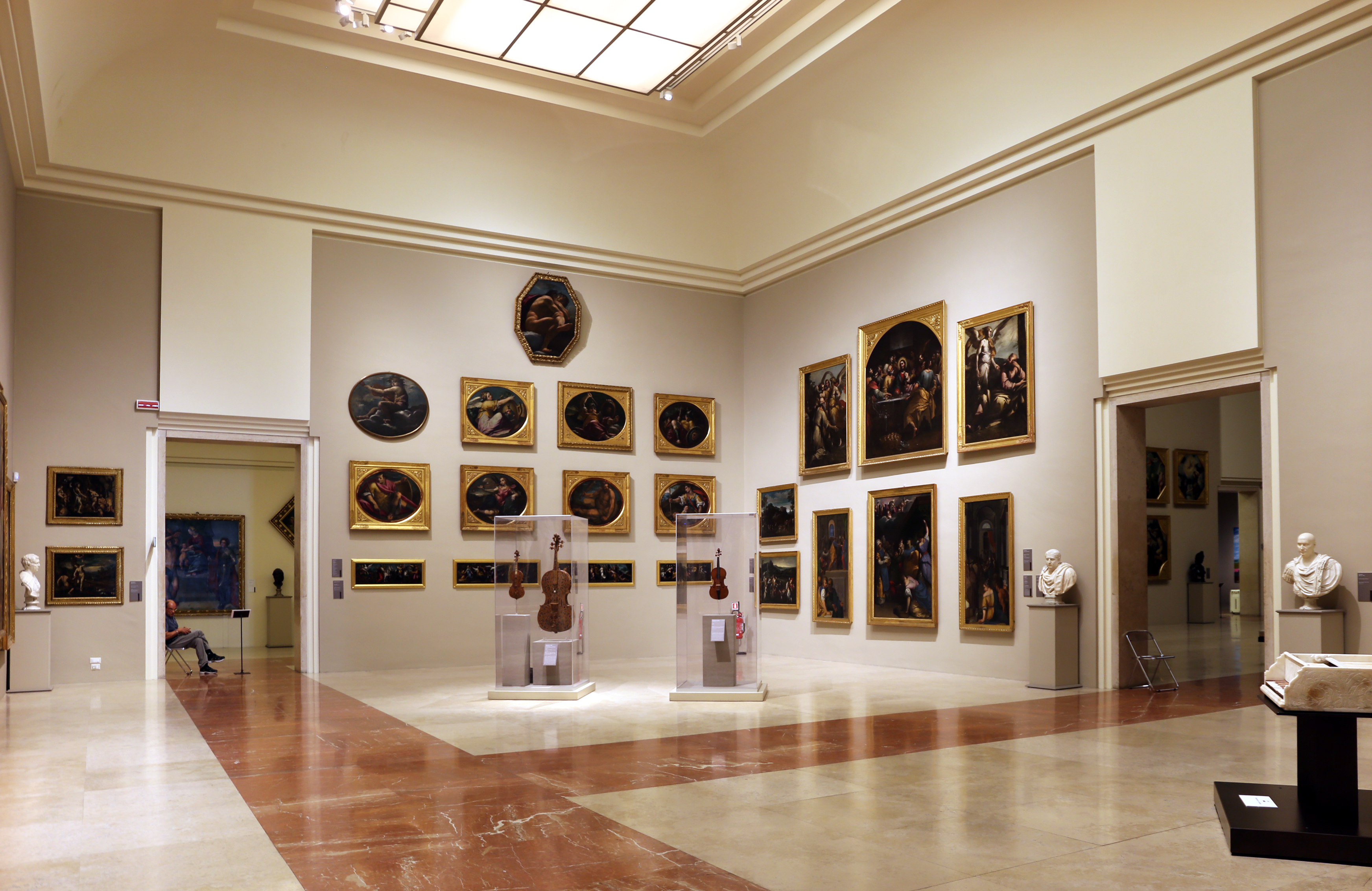
Galería Estense

- El Palacio de los museos se divide en varias partes. La biblioteca Este conserva libros del periodo entre los siglos XIV y XVI, entre ellos, la famosa Biblia de Borso de Este. La Galería Estense expone obras, pinturas y esculturas que pertenecieron a los duques Este, como la Virgen y el Niño del Correggio, así como obras de Velázquez y de El Greco. El museo lapidario romano el museo lapidario Este y otras muestras de arte se encuentran también en este Palacio.
- La Casa-Museo Enzo Ferrari, bajo una cúpula amarilla que parece a un capó de coche, exhibe las diferentes etapas de la vida de Enzo Ferrari, famoso piloto y fundador de la marca epónima.
- El Museo Ferrari está ubicado en Maranello, a unos 20 kilómetros del centro de Módena. El museo expone todas la generaciones de coches con el caballo encabritado.
- Dentro del Palacio Santa Margherita, el museo del adhesivo expone las colecciones de Giuseppe Panini, el fundador del editorial de álbumes Panini.
- El museo Panini Maserati expone una importante colección de coches.
- El museo del Duomo, la galería cívica, la fundación fotográfica de Módena, el museo del balonvolea... son otros de los museos abiertos al público.
- Casa-Museo Luciano Pavarotti

## Eventos

### Modena terra di motori
Cada año en la mitad del mes de junio, Módena junta a los principales actores de la «Motor Valley», Lamborghini, Ferrari, Maserati y Pagani en las plazas y las calles del casco histórico de la ciudad. Durante este evento, los clubes de coches y motos cada vez más prestigiosos se agrupan para formar un verdadero museo a cielo abierto. El Mille Miglia es un evento anual ya que la carrera histórica que tenía lugar entre 1927 y 1957 pasa todo los años por Módena. Los únicos modelos de coche que pueden participar son los que participaron en la verdadera carrera.

### Festival de filosofía
En septiembre se organiza el festival de filosofía en Módena, Carpi y Sassuolo. El festival propone varias actividades como muestras, proyección de películas, clases magistrales o debates en torno a temas variados como la naturaleza, la humanidad, el amor o la alegría.

## Deportes
Modena FC es el club de fútbol de la ciudad y participa en la segunda división del fútbol de Italia, la Serie B. Disputa sus encuentros de local en el Estadio Alberto Braglia, cuyo aforo supera los 21.600 espectadores.

## Ciudades hermanadas
- Sanlúcar la Mayor (España)
- La Algaba (España)
- Linz (Austria)
- Londrina (Brasil)
- Novi Sad (Serbia)
- Saint Paul (Estados Unidos)
- Almatý (Kazajistán)
- Capitán Pastene (Chile)